# Gus G.
Gus G. (Szaloniki, 1980. szeptember 12. –) görög származású gitáros, aki jelenleg Ozzy Osbourne zenekarában muzsikál, de van egy saját zenekara is, a Firewind. Korábban olyan zenekaroknak volt tagja, mint a Mystic Prophecy, a Dream Evil, a Nightrage, de besegített az Arch Enemy és a Kamelot számára is.

## Biográfia
Először 10 évesen vett hangszert a kezébe, mégpedig egy Floyd Rose tremolóval felszerelt, sunburst színű Fender Stratocastert. Az első dal amit megtanult eljátszani az a Break On Through volt  a The Doorstól, valamint a Black Sabbath Sweet Leaf klasszikusa.
Az első gitárszóló amit már el tudott játszani az a Metallica féle Nothing Else Matters lírai hangvételű szólója volt. Tizenévesként olyan zenekarok voltak rá hatással, mint a Guns N’ Roses, a Metallica, a Black Sabbath vagy az Iron Maiden.
1995-ben Görögországban lépett fel Gus G. egyik nagy bálványa Yngwie Malmsteen, valamint nem sokkal később az Iron Maiden is. Ezen koncertek csak még inkább megerősítették az ifjú gitárost abban, hogy zenészi pályára lépjen.
Gus miután betöltötte 18. életévét Bostonba repült, hogy beiratkozzon a neves Berklee Zenei Kollégiumba. Itt kapcsolatba került egyik nagy példaképével Joe Stump gitárossal. 2001-ben a Mystic Prophecy tagjaként szerepelt a zenekar Vengeance című albumán. Egy év múlva Firewind névre keresztelt saját zenekara is kiadta debütáló nagylemezét, mely 2003-ban jelent meg, Between Heaven and Hell címmel. Szintén 2003-ban szerepelt a melodikus death metalt játszó Nightrage Sweet Vengeance albumán is. Ezt követően a Mystic Prophecy tagjaként még két nagylemezen volt hallható (Regressus-2003, Never-Ending-2004,) míg a Nightrage tagjaként a 2005-ös Descent into Chaos lemezen gitározott.
2002 és 2004 között 3 nagylemezt rögzített a svéd Dream Evil, heavy metal zenekarral.
Ez idő alatt a Firewind két lemezt adott ki, a 2003-as Burning Earth címűt, valamint a 2005-ös Forged by Firet, a korábbi power metal stílusban.
Közben Gus G. vendégként szerepelt Rob Rock Garden of Chaos lemezén, az Old Man's Child In Defiance of Existence albumán, valamint a japán Sigh Gallows Gallery lemezén is.
2006-ban kisegített az Arch Enemy számára, de a Doomsday Machine lemezen is hallható volt egy szóló erejéig.
2006-ban új Firewind album jelent meg az Allegiance, melyet a 2008-as The Premonition követett a sorban.
2009-ben vendégeskedett korábbi zenekara a Nightrage számára, mégpedig annak 2009-es lemezén a Wearing a Martyr's Crown címűn.
2009 év végén pletykák kezdtek el terjengeni arról, hogy Ozzy Osbourne Gus G. személyében találta meg Zakk Wylde utódját. A hírt végül hivatalosan is bejelentették, a Total Guitar magazin borítóján pedig már együtt volt látható Ozzy-val.
Gus ekkortájt a Kamelot európai turnéján vendégeskedett, mint kisegítő gitáros.
2010-ben jelent meg Ozzy új albuma a Scream, melyen már Gus G. gitározott, de azóta már elkészült az új Firewind album rögzítésével is, mely a Days of Defiance címet kapta.

## Stílus, hangszer
Szólógitárosi hírnevét a Firewind és a Mystic Prophecy korai lemezein alapozta meg. 2003-ban a japán BURRN! gitármagazin címlapján szerepelt. Saját elmondása szerint stílusa lélekkel teli és technikás, amelyben ugyanúgy megtalálható a 70-es és 80-as évek legendás gitárosainak a hatása, mint a modern heavy metal gitározás legtöbb ismérve. Játékában legfőképp a moll pentaton, a  természetes és harmonikus moll, valamint a szűkített (diminished) skálákat alkalmazza. A moll hangnemhez köthető modális hangsorok közül pedig a dór (dorian) és a fríg (phrygian) a kedvence.
2003-ban egy japán promóciós körút során találkozott az ESP cég elnökével aki felajánlotta neki, hogy legyen a márkanév endorsere. Korábban kizárólag Washburn gitárokat használt, ezért az ESP emberei úgy látták, hogy célszerű lenne ezt a formát továbbvinni az elkészítendő Gus G. modellek esetében is. A prototípus 2004 végén készült el, hivatalosan a 2005-ös MusikMesse rendezvényen debütált. Gitárjait általában D-re hangolja.
| Gus G. NT      | Gus G. NT                                               |
| -------------- | ------------------------------------------------------- |
| Test           | Éger                                                    |
| Nyak           | Kemény juhar                                            |
| Fogólap        | paliszander, 22 érintővel                               |
| Fogólap hossza | 25.5 inch (648mm)                                       |
| Húrláb         | Tune-matic / Stop Tailpiece                             |
| Hangszedők     | Híd: Seymour Duncan Distortion Nyak: Seymour Duncan '59 |
| Szabályzók     | Master Volume, PU Selector, Coil Split SW               |
| Szín           | Vörös                                                   |
| Ár             | ¥378,000 ($3,214.07, £1,682.35)                         |

| Gus G. FR          | Gus G. FR                                               |
| ------------------ | ------------------------------------------------------- |
| Test               | Éger                                                    |
| Nyak               | Kemény juhar                                            |
| Fogólap            | paliszander, 22 érintős                                 |
| Fogólap hosszúsága | 25.5 inch (648mm)                                       |
| Szín               | Fekete                                                  |
| Húrláb             | Floyd Rose                                              |
| Hangszedők         | Híd: Seymour Duncan Distortion Nyak: Seymour Duncan '59 |
| Szabályzók         | Master Volume, PU Selector, Coil Split SW               |
| Ár                 | ¥417,900, ($3,552.45, £1,858.89)                        |

Nemrégiben azonban készült egy RockART névre hallgató Les Paul fazonú Gus G. modell is, melyben Duncan Blackout hangszedők találhatóak.
Az Elixir húrok 010-es és 011-es méretben kapható készleteit keveri, így a magas húrok könnyen nyújthatóak, a mélyek pedig teltebben szólnak. Pengetőit az ESP készíti, rendkívül kemény anyagból, normál méretben.
Korábban Randall erősítőket használt, de 2010 óta Blackstar modelleket alkalmaz, melyeket a Marshall szakemberei fejlesztettek ki. Egy 200 wattos, full csöves Series One 200 modellt használ, melyben négy lábkapcsolóval is vezérelhető csatorna található.
Pedálokból egy BBE Overdrive, egy Morley Wah, egy Providence Chorus és egy Boss hangoló áll a rendelkezésére, de Ozzy utolsó albumán igénybe vette a Morpheus DropTune polifónikus hangolóeffektet is, mely segítségével a gitár akár játék közben is lehangolható 3 és fél hanggal anélkül, hogy hozzányúlnánk a hangolókulcsokhoz.
2010 nyarán debütált a HT-BLACKFIRE nevű Gus G. signature pedál.

## Diszkográfia
Firewind
- Between Heaven and Hel (2002)
- Burning Earth (2003)
- Forged by Fire (2005)
- Allegiance (2006)
- The Premonition (2008)
- Days of Defiance (2010)

Mystic Prophecy
- Vengeance (2001)
- Regressus (2003)
- Never-Ending (2004)

Nightrage
- Sweet Vengeance (2003)
- Descent into Chaos (2005)

Dream Evil
- Dragonslayer (2002)
- Evilized (2003)
- The Book of Heavy Metal (2004)

Ozzy Osbourne
- Scream (2010)